# Мізинська культура

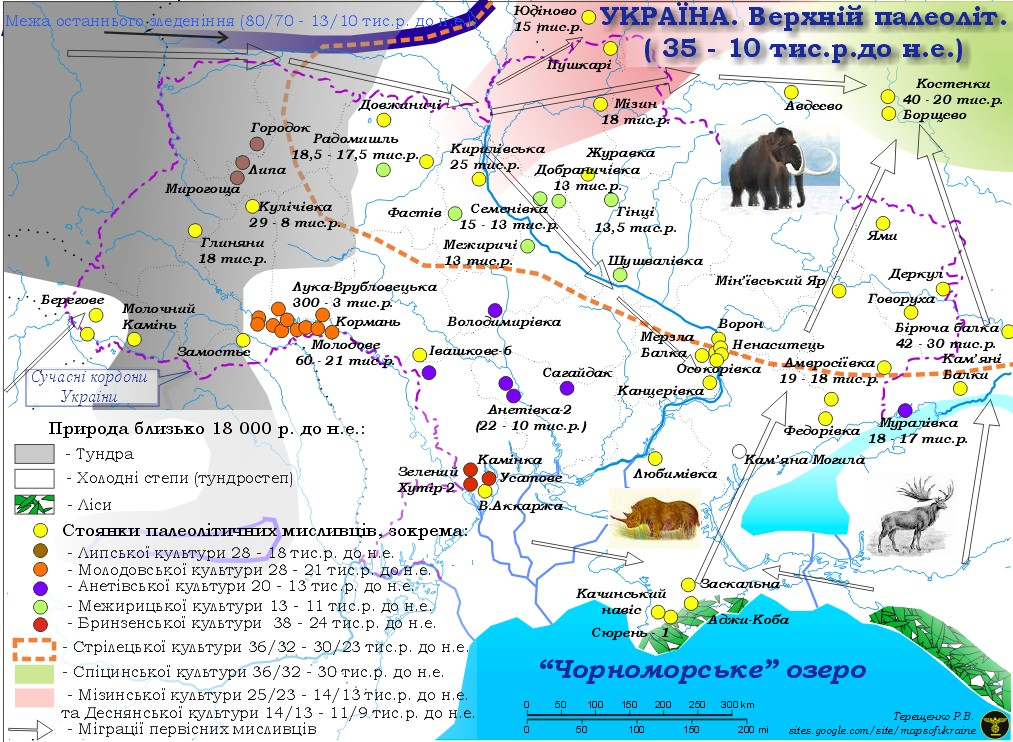

Мізинська культура — археологічна культура пізнього палеоліту.
Назва походить від Мізинської стоянки в селі Мізин, Коропського району, Чернігівської області на Сіверщині.
Територія поширення — долини рік Десна, Сейм, Середнє і Горішнє Подніпров'я, і на першому етапі — в Горішньому і Середньому Подонні.
Час: 23 000 (іноді 25 000) — 14 000 (іноді 13 000) роки тому.
Частини Вілендорф-костеківського комплекса культур, що також називають Східний гравет. Була третьою археологічною культурою цього району після деснянського мустьє і стрілецької культури, що охоплювала значно більшу територію, ніж Мізинська культура. Поява культури пов'язується з просуванням носіїв Павлов'єна з Дунаю (Вілендорф, Нижня Австрія) і Моравії долинами Вісли і Прип'яті в Наддніпрянщину. Деякі відмінності в культурі оригінального Павлов'єна з Мізинською культурою вказує на змішання місцевого населення попередньої Стрілецької культури з павлов'єньцями.
- На першому етапі, етапі просування павлов'єнців на схід, охоплювала середню Наддніпрянщину (Кирилівська стоянка), долину Десни (Мізин, Бикі 1, −2, −4 (Пени), Супоневе, Говоруха, Чулатове-1, Бужанка, Хотильове 2), Сіверського Дінцю (Міньївський Яр) і Дон (Октябрьське-2/1, Борщове-2, Гагарине).
- На другому етапі була зосереджена в долині Десни, Сейму, середнього і горішнього Дніпра (стоянки Хотильове 2, Борщове 1, Ями, Супоневе, Мізин, Бики 1, −2. У Подонні і в долині Оки постала місцева культура східного гравету — костьонківсько-авдіївська культура.

Ближче до 14 000 —13 000 років до н.е. Мізинська культура починає нагадувати мадленську. Це було пов'язано із впливом Заходу, де приблизно в 20 000 році до н.е. в Європі з'явились мадленці.
Мізинська культура — культура мисливців (мамонт, північний олень). Характеризувалась значним розвитком мистецтва. Орнаменти, що залишилися на виробах з кістки мамонта мають характерний малюнок, що повторюється — меандр, — що за дослідженнями культурологів є прото-свастикою аріїв.
| Атерійський наконечник | Це незавершена стаття з археології. Ви можете допомогти проєкту, виправивши або дописавши її. |